# Eroski
Grupo Eroski (Eroski-Gruppe) ist eine spanische Handelskette, deren Kerngeschäft es ist, Hypermärkte im Einzelhandel zu betreiben. Daneben werden unter den Namen Eroski City und Eroski Center Supermärkte betrieben. Zum Unternehmen zählt eine Reisebüro-Kette sowie die Eigenmarke Consumer, unter der Discounter-Produkte für die Filialen produziert werden. Eroski ist eine Genossenschaft und gehört zur Gruppe Mondragón Corporación Cooperativa. Der Firmensitz befindet sich in Elorrio (Bizkaia) im Baskenland. Der Name Eroski ist ein Kofferwort aus den baskischen Wörtern „erosi“ (kaufen) und „toki“ (Ort), was übersetzt etwa „Ort zum Kaufen“ bedeutet.

## Unternehmensstruktur
Das 1969 im Baskenland gegründete Unternehmen betreibt 1.513 Verkaufsstätten in Spanien, Andorra und Gibraltar (Stand Dezember 2023).

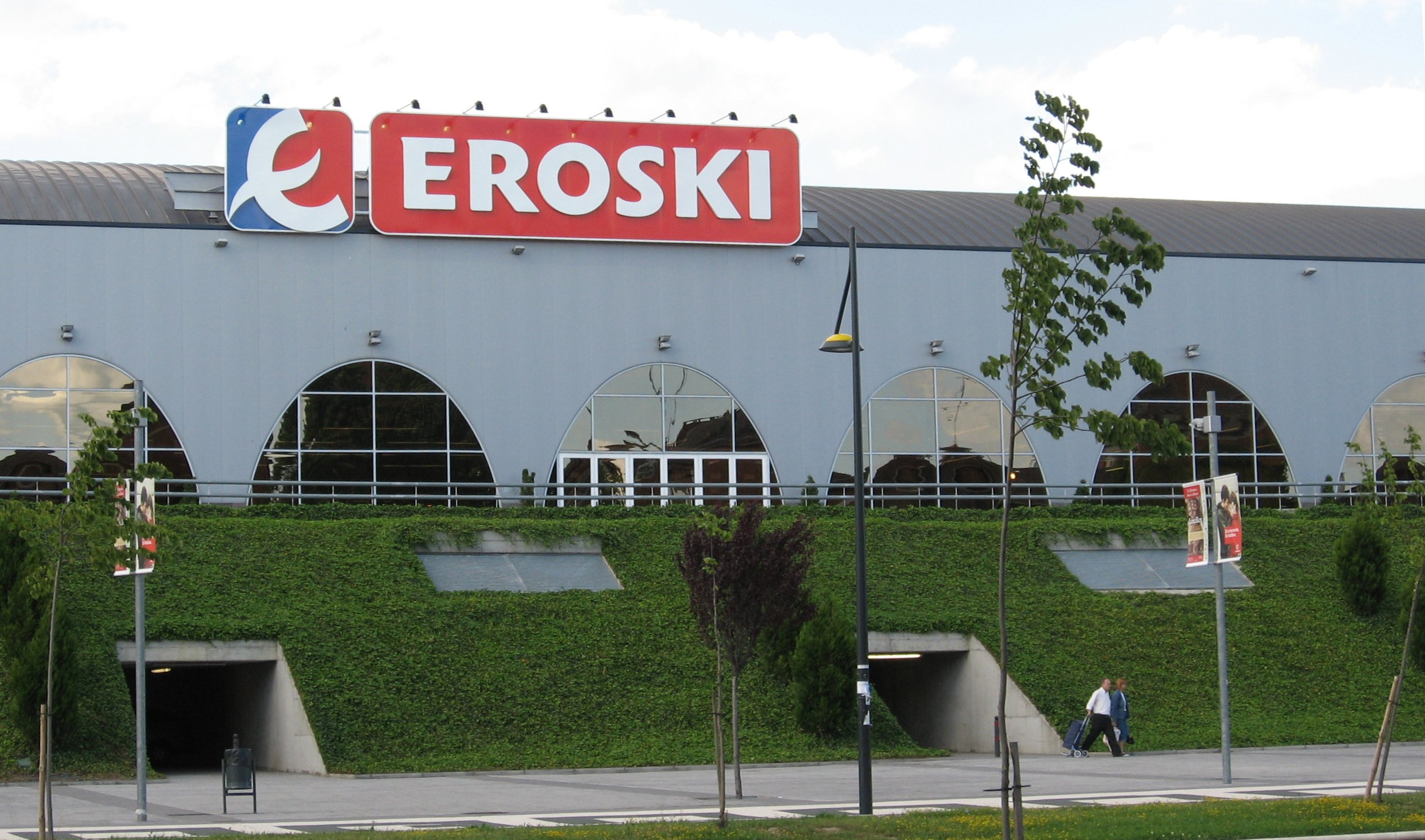
Eroski-Hypermarkt in Vitoria

Eroski ist nach Marktanteilen gemessen der drittgrößte spanische Lebensmitteleinzelhändler. 2023 erzielte das Unternehmen einen konsolidierten Umsatz von über 5,729 Milliarden € und einen konsolidierten Gewinn von 109 Millionen €.
Die Gruppe gehört der internationalen Einkaufskooperation Alidis (Sitz Genf) an, an der des Weiteren die französische Les Mousquetaires-ITM-Entreprises-Gruppe (Hauptmarke Intermarché) und (seit 2005) die deutsche Edeka zu je einem Drittel beteiligt sind.
Als erstes haftungsbeschränktes Unternehmen in Spanien bot Eroski seinen Mitarbeitern an, sich am Unternehmen zu beteiligen, was etwa 13.000 von 31.000 taten (Stand 2005), mit stark steigender Tendenz. In regelmäßigen Abständen gibt es Abstimmungen, durch die die Mitarbeiter die Möglichkeit haben, über mögliche Entscheidungen des Managements abzustimmen. Eroski hat eine Stiftung gegründet, die sich dafür einsetzt, die Lebensbedingungen in Entwicklungsländern zu verbessern und Träger für soziale Arbeit zu unterstützen. 33 in den Großmärkten angesiedelte Regionalshops bieten speziell Produkte aus den betreffenden spanischen Regionen, bei der Artikelbeschriftung wird auch auf die Regionalsprachen der diversen autonomen spanischen Regionen Rücksicht genommen.